# Timebelle
Timebelle este o trupă elvețiano-română din Berna, în prezent avându-i ca membri pe vocalista Miruna Mănescu, toboșarul Samuel Forster și multi-instrumentistul Emanuel Daniel Andriescu. Trupa s-a format ca un boyband din cinci membri, în timpul ce aceștia studiau la Universitatea din Berna. Miruna s-a alăturat ulterior trupei, ca solistă, la dorința producătorului lor român Mihai Alexandru. Numele trupei vine de la Zytglogge, un orologiu și simbol în Orașul Vechi din Berna.
Trupa va reprezenta Elveția la Concursul Muzical Eurovision 2017 cu piesa „Apollo”. Aceștia au încercat anterior să reprezinte Elveția la Concursul Muzical Eurovision 2015 cu piesa „Singing About Love”, dar s-au clasat pe locul al doilea în finala națională elvețiană.

## Membri

### Actuali
- Miruna Mănescu (n. 14 martie 1989) – voce (din România)
- Samuel Forster (n. 2 mai 1996) – tobe (din Elveția)
- Emanuel Daniel Andriescu (n. 16 septembrie 1995) – saxofon, clarinet și pian (din România)

### Foști
- Rade Mijatović (n. 15 iulie 1994) – acordeon (din Serbia)
- Christoph Siegrist (n. 3 noiembrie 1994) – chitară (din Elveția)
- Sándor Török (n. 16 februarie 1995) – bas (din Ungaria)